# Myrmica commarginata
Myrmica commarginata  (лат.) — вид мелких муравьёв рода Myrmica (подсемейство мирмицины).

## Распространение
Южная Сибирь (Амурская область, Забайкальский край, Красноярский край) и Монголия.

## Описание
Мелкие коричневые муравьи длиной около 5 мм с длинными шипиками заднегруди. Мезонотум и проподеум сильно сжаты с боков, их латеральные края ограничены килем, соединяющимся с основанием проподеальных шипиков. Стебелёк между грудкой и брюшком состоит из двух члеников: петиолюса и постпетиолюса (последний чётко отделен от брюшка), жало развито, куколки голые (без кокона).

## Систематика
Близок к видам Myrmica kasczenkoi, Myrmica displicentia из группы Myrmica lobicornis-group. Вид был впервые описан в 1905 году русским зоологом М. Д. Рузским.